# Маджорі Барнард
Марджорі Фейт Барнард (16 серпня 1897 р – 8 травня 1987) — австралійська письменниця і оповідачка, критикеса, історик і бібліотекарка. Вона навчалася в школі та університеті в Сіднеї, а потім отримала освіту бібліотекарки. Два періоди свого життя (1923—1935 та 1942—1950) працювала бібліотекаркою, але головним її захопленням було письменництво.
Барнард познайомилася зі своєю співавторкою Флорою Елдершоу (1897—1956) в Сіднейському університеті, і вони опублікували свій перший роман «Дім побудований» у 1929 році. Їхня співпраця охопила наступні два десятиліття та охопила весь спектр їхніх творів: белетристика, історія та літературна критика. Вони публікувалися під псевдонімом М. Барнард Елдершоу. Марджорі Барнард була значною частиною літературної сцени в Австралії між війнами, і, як за її роботу як М. Барнард Елдершоу, так і за її власне право, вона визнана головною фігурою в австралійській літературі.

## Життя
Барнард народилася в Ешфілді, Сідней, у родині Етель Френсіс і Освальда Холма Барнарда, і була їхньою єдиною дитиною, що вижила. У дитинстві вона хворіла на поліомієліт, і до 10 років її навчала гувернантка. Потім вона відвідувала Кембриджську школу та Сіднейську середню школу для дівчат. Після середньої школи вона вступила до Сіднейського університету, який закінчила з відзнакою та першою університетською медаллю з історії в 1918 році. Їй запропонували стипендію в Оксфорді, але батько відмовив їй у дозволі, і тому вона отримала освіту бібліотекарки в Сіднейському педагогічному коледжі. Бернард працювала бібліотекаркою у Публічній бібліотеці Нового Південного Вельзу, а потім у Сіднейському технічному коледжі до 1935 року, коли залишила писати на повний робочий день за заохочення своєї подруги, письменниці та літературного критика Нетті Палмер, що стало можливим завдяки невелику допомогу від батька. У той час вона написала Нетті Палмер, що шукає «якоїсь реалізації, щоб запустити мою життєву енергію в творчу форму замість того, щоб просто дозволити їй просочитися в спраглий пісок щоденної роботи».
У 1935 році вона приєдналася до Товариства австралійських письменників, президентом якого кілька термінів була Флора Елдершоу. Протягом наступних п'яти років вона, Флора Елдершоу та Френк Делбі Девісон були відомі як «тріумвірат» за їх спільну роботу над політичною та культурною галуззю. Окрім Флори Елдершоу та Френка Делбі Девісона, Марджорі Барнард знала багатьох провідних письменників таписьменниць свого часу, зокрема Венса та Нетті Палмер, Майлз Франклін, Кетрін Сюзанну Прічард, Елеонор Дарк, Ксав'єра Герберта та Патріка Вайта.
Барнард кілька разів подорожувала за кордон, вперше в 1933 році разом зі своєю матір'ю. Вона любила подорожі, але в 1986 році заявила: «Я вважаю, що для письменництва небезпечно залишати своє коріння. Я — була — австралійською письменницею».
Наприкінці 1930-х років, хоча вона все ще жила вдома, вони з Флорою Елдершоу зняли квартиру в Поттс-Пойнт, де вони регулярно проводили зібрання, що було чимось на зразок літературного салону. Цю квартиру відвідували багато провідних літературних і культурних діячів того часу, і саме тут вона мала змогу проводити час з Френком Делбі Девісоном, якого вона зізналася багато років потому, був її коханням. Вона написала про ці стосунки своїй подрузі-письменниці Джин Девані: «Я була глибоко закохана в нього… Ми були коханцями вісім років… У 1942 році я знала, що все закінчується… Я була, як він сказав, дуже наївною». Вона зізналася Девані, що причиною розриву цих відносин стала важка хвороба.
Її батько помер у 1940 році, залишивши її з хворою матір'ю. У 1942 році вона повернулася до бібліотечної роботи в Публічній бібліотеці Нового Південного Вельзу, а потім у CSIRO. Однак смерть її матері в 1949 році залишила її «скромно незалежною», дозволивши їй залишити роботу в 1950 році.
Марджорі Барнард ніколи не виходила заміж і знищила практично все своє листування. Проте кілька її кореспондентів, зокрема Нетті Палмер і Джин Девані, зберігали її листи до них, і деякі з них зараз зберігаються в австралійських бібліотеках і архівах, таких як Національна бібліотека Австралії.
Вона померла в Пойнт-Клер на центральному узбережжі Нового Південного Вельзу в 1987 році у віці 89 років.

## Кар'єра
Письменницька кар'єра Марджорі Барнард охопила чотири десятиліття, з 1920-х до 1960-х років, причому більшість її творів була написана в 1930-1940-х роках, період в Австралії, відомий розквітом письменниць. Незважаючи на це, в одному з інтерв'ю 1986 року вона заявила, що не існує такого поняття, як «письменниця», що «є письменництво гарне і погане. Лише праця має значення». У тому ж інтерв'ю вона також сказала: "Я ніколи не досягала того, що задумала; я ніколи не досягала цілей, які ставила перед собою для кожної книги. Гадаю, єдиним винятком із цього буде «Хурмове дерево». За останні двадцять років свого життя вона писала мало.

### Співпраця
Письменницька кар'єра Барнард була надихнута її зустріччю з Флорою Елдершоу на першому курсі університету, а її першою роботою стала дитяча книжка «Ворота зі слонової кістки», опублікована в 1920 році. Однак, побачивши рекламу премії The Bulletin, вони з Елдершоу написали свій перший спільний роман «Побудований дім», який здобув премію в 1928 році разом із «Кунарду» Кетрін Сюзанни Прічард.
Використовуючи псевдонім М. Барнард Елдершоу, вони написали п'ять романів, а також широкий спектр науково-дослідницьких робіт, включаючи історії та критику, як-от їхні добре оцінені «Нариси австралійської художньої літератури» (1938). Ця книга містила есе про Генрі Генделя Річардсона, Кетрін Сюзанну Прічард, Леонарда Манна, Мартіна Бойда (під його псевдонімом Мартін Міллс), Крістіну Стед та Елеонор Дарк.
Їхній останній спільний роман був «Завтра, завтра і завтра», що був опублікований у 1945 році під назвою «Завтра і завтра». Його вважають одним із головних ранніх науково-фантастичних романів Австралії, і його високо оцінив єдиний в Австралії лауреат Нобелівської премії з літератури Патрік Вайт. Однак у той час він був підданий цензурі з політичних причин і не був опублікований повністю, доки Virago Press не перевидав його в 1983 році.
Хоча загальновизнано, що Барнард була більш виразною письменницею з них двох, і що Елдершоу внесла свій гострий критичний чуття, Рорабахер також стверджує, що в їхніх ранніх спільних романах неможливо розрізнити їхні окремі внески. Загалом Барнард більше писала, тоді як Елдершоу зосереджувалася на структурі та розвитку своїх основних робіт. Однак, оскільки Елдершоу була більш комунікабельною та чіткою з них, у той час часто вважалося, що вона була домінуючою партнеркою. Це не зіпсувало їхнє партнерство, яке тривало два десятиліття, що свідчить про те, що обидві отримали від нього вигоду.

### Сольна кар'єра
Найуспішнішим художнім твором Барнард, написаним нею самостійно, є «Хурманове дерево та інші історії» (1943). Він був перевиданий Virago в 1985 році з додаванням трьох додаткових історій, раніше не опублікованих у формі книги. Заголовна історія «Хурмове дерево» є однією з найбільш антологізованих історій Австралії. Історії були опубліковані незабаром після закінчення її стосунків з Девісоном, і Барнард розглядала їх як певну «компенсацію за біль, який був невід'ємною частиною їх співпраці». Як пише Маріанн Девер, «історії, такі як „Хурмове дерево“, „Жінка, яка вчинила правильно“ та „Краса — це сила“, беруть за теми наслідки незаконного кохання, суперництва між жінками, а також замкнутості та стоїцизму, яких іноді вимагають поранених коханців».
Після смерті Елдершоу Барнард продовжувала писати, переважно історію та літературну критику, включаючи першу біографію Майлз Франклін в 1967 році. Вона захоплювалася характером і енергією Франкліна, але була менш закохана в її літературні здібності, пишучи, що «її твори затьмарені її особистістю» і що «вона не була філософинею, демонструвала незначну майстерність у створенні своїх книг і не дуже оригінальну в сюжет».
Її «Історія Австралії», опублікована в 1963 році, була в той час добре оцінена. Один рецензент схвально порівняв її з історіями Кіта Хенкока, Е. Г. Л. Шоу, Макса Кроуфорда та Дугласа Пайка, написавши, що вона «пише гарну оповідальну прозу і загалом уникає аналізу, хоча вона може надати хороші підсумки здорового глузду (як у традиції каторжників або рух Федерації), коли вона бажає». Далі він каже, що «її аргументація не є оригінальною, але вона висловлює її з ясністю, добре прорахованою щільністю деталей і авторитетно, особливо коли вона пише про тему, яку знає найкраще, про світ Маккуорі». Однак він зазначає, що є деякі помилки та невідповідності, а також прогалини в бібліографії.

## Політика
Хоча Барнард ніколи не вступала до політичної партії, на неї вплинули соціальні та політичні потрясіння 1930-х років. Протягом цього періоду Барнард, Елдершоу та Френк Делбі Девісон працювали разом, щоб забезпечити, щоб Товариство австралійських письменників (FAW) функціонувало як профспілка професійних письменників і займало прогресивну позицію в політичних питаннях. Саме завдяки цій роботі вони стали відомі як «тріумвірат». Наприклад, Фіона Кепп пише, що через FAW Барнард і Елдершоу активно лобіювали проти правил національної безпеки та посягань на свободу слова.
Барнард вважала себе «лібералкою дев'ятнадцятого століття» і визначала себе як пацифістку. У 1940 році вона приєдналася до Союзу мир . Упорядкувала збірку есеїв на захист свободи, яка не була опублікована, та заборонену цензурою памфлет «Справа про майбутнє». Вона також приєдналася до Австралійської лейбористської партії, як підтверджено в кількох листах до Нетті Палмер, хоча пізніше заперечила, що вона коли-небудь приєднувалася. Девер припускає, що це заперечення може бути пов'язане з полюванням на відьом під час холодної війни 1950-х років, під час якого серед інших згадувалося її ім'я. Вона припускає, що Барнард отримала більше критики в той час, ніж Елдершоу, яку часто захищали як члена Консультативної ради CLF, і що, не люблячи публічності, вона, ймовірно, була «глибоко стурбована» «звинуваченнями та соромно громадську увагу».

## Премія FAW Марджорі Барнард за оповідання
У своєму заповіті Барнард передбачила премію раз на два роки, в якій пропонується 500 доларів як перша премія за коротке оповідання з 3000 слів. Коли Ясмін Гунератн отримала нагороду в 1991 році, вона була названа Літературною премією Марджорі Барнард за художню прозу.
- 2017: Габріель Леаго: «Темна дорога додому»[24]
- 2015: Дороті Сіммонс: «Зворотний відлік»[25]
- 2009: Шерін Манро: «Live at the Bellevue»
- 2007: Джеффрі Дін: «Людина, яка забула себе»[26]
- 2005: Жаклін Вінн: «Ще раз з почуттям»
- Керолін Роудс
- 1999: Антонія Гільдебранд: «Дихати»
- 1997: Хелен Армстронг: «Зустріч в Аркаді»
- 1991: Yasmine Gooneratne: A Change of Skies (роман)

## Відзнаки та нагороди
- 1928: Премія Бюлетеня
- 1980: Медаль Ордена Австралії (OAM)[27]
- 1983: Премія імені Патріка Вайта
- 1984: Спеціальна нагорода прем'єр-міністра Нового Південного Вельзу
- 1986: Почесний доктор літератури Сіднейського університету.

## Вибрані твори

### Художня література

#### Як Марджорі Барнард
- Дерево хурми та інші історії (1943)

#### Як М. Барнард Елдершоу
- Побудований дім (1929)
- Зелена пам'ять (1931)
- Теплиця (1936)
- Табличка з лавром (1937)
- Завтра і завтра і завтра (1945)

### Нон-фікшн

#### Як Марджорі Барнард
- Світ Маккуорі (1941)
- Австралійський план (1943)
- Історія Австралії (1962)
- Майлз Франклін: біографія (1967)

#### Як М. Барнард Елдершоу
- Філіп з Австралії: Розповідь про заселення Сідней-Коув, 1788-92 (1938)
- Нариси австралійської художньої літератури (1938)
- Життя та часи капітана Джорджа Пайпера (1939)
- Моя Австралія (1939)